# Finnország a 2014. évi téli olimpiai játékokon
Finnország az oroszországi Szocsiban megrendezett 2014. évi téli olimpiai játékok egyik részt vevő nemzete volt. Az országot az olimpián 9 sportágban 103 sportoló képviselte, akik összesen 5 érmet szereztek.

## Érmesek
| Érem  | Versenyző | Sportág   | Versenyszám        |
| ----- | --- | --------- | ------------------ |
| Arany | Iivo Niskanen Sami Jauhojärvi | Sífutás   | Férfi csapatsprint |
| Ezüst | Aino-Kaisa Saarinen Kerttu Niskanen | Sífutás   | Női csapatsprint   |
| Ezüst | Anne Kyllönen Aino-Kaisa Saarinen Kerttu Niskanen Krista Lähteenmäki | Sífutás   | Női 4 × 5 km váltó |
| Ezüst | Enni Rukajärvi | Snowboard | Női slopestyle     |
| Bronz | Nemzeti válogatott Juhamatti Aaltonen Aleksandr Barkov Mikael Granlund Juuso Hietanen Jarkko Immonen Jussi Jokinen Olli Jokinen Leo Komarov Sami Lepistö Petri Kontiola Lauri Korpikoski Lasse Kukkonen Jori Lehterä Kari Lehtonen Olli Määttä Antti Niemi Antti Pihlström Tuukka Rask Tuomo Ruutu Sakari Salminen Sami Salo Teemu Selänne Kimmo Timonen Ossi Väänänen Sami Vatanen | Jégkorong | Férfi              |

## Alpesisí
Férfi
| Versenyző         | Versenyszám      | 1. futam      | 1. futam      | 2. futam      | 2. futam      | Összesítés | Összesítés |
| Versenyző         | Versenyszám      | Idő           | Hely.         | Idő           | Hely.         | Idő        | Helyezés   |
| ----------------- | ---------------- | ------------- | ------------- | ------------- | ------------- | ---------- | ---------- |
| Santeri Paloniemi | Műlesiklás       | 49,57         | 31.           | nem ért célba | nem ért célba | kiesett    | kiesett    |
| Marcus Sandell    | Óriás-műlesiklás | nem ért célba | nem ért célba | kiesett       | kiesett       | kiesett    | kiesett    |
| Samu Torsti       | Óriás-műlesiklás | 1:23,59       | 25.           | 1:24,38       | 17.           | 2:47,97    | 21.        |

Női
| Versenyző        | Versenyszám      | 1. futam | 1. futam | 2. futam | 2. futam | Összesítés | Összesítés |
| Versenyző        | Versenyszám      | Idő      | Hely.    | Idő      | Hely.    | Idő        | Helyezés   |
| ---------------- | ---------------- | -------- | -------- | -------- | -------- | ---------- | ---------- |
| Tanja Poutiainen | Műlesiklás       | 54,94    | 13.      | 53,07    | 16.      | 1:48,01    | 12.        |
| Tanja Poutiainen | Óriás-műlesiklás | 1:20,12  | 12.      | 1:19,76  | 21.      | 2:39,88    | 14.        |

## Biatlon
Férfi
| Versenyző        | Versenyszám  | Időeredmény   | Lövőhiba      | Helyezés      |
| ---------------- | ------------ | ------------- | ------------- | ------------- |
| Jarkko Kauppinen | 10 km sprint | 27:57,8       | 3 (2+1)       | 78.           |
| Jarkko Kauppinen | 20 km egyéni | nem ért célba | nem ért célba | nem ért célba |
| Ahti Toivanen    | 10 km sprint | 26:58,6       | 2 (1+1)       | 62.           |
| Ahti Toivanen    | 20 km egyéni | 55:55,4       | 3 (1+0+1+1)   | 56.           |

Női
| Versenyző        | Versenyszám            | Időeredmény | Lövőhiba    | Helyezés   |
| ---------------- | ---------------------- | ----------- | ----------- | ---------- |
| Mari Laukkanen   | 7,5 km sprint          | 22:37,3     | 2 (0+2)     | 36.        |
| Mari Laukkanen   | 10 km üldözőverseny    | nem indult  | nem indult  | nem indult |
| Mari Laukkanen   | 15 km egyéni indításos | nem indult  | nem indult  | nem indult |
| Kaisa Mäkäräinen | 7,5 km sprint          | 22:18,4     | 2 (0+2)     | 30.        |
| Kaisa Mäkäräinen | 10 km üldözőverseny    | 31:02,3     | 3 (0+0+2+1) | 16.        |
| Kaisa Mäkäräinen | 12,5 km tömegrajtos    | 36:27,1     | 2 (0+0+1+1) | 6.         |
| Kaisa Mäkäräinen | 15 km egyéni indításos | 46:02,5     | 3 (0+1+0+2) | 9.         |

## Északi összetett
| Versenyző                                                    | Versenyszám        | Síugrás    | Síugrás    | Síugrás    | Síugrás    | Sífutás    | Összesítés | Összesítés |
| Versenyző                                                    | Versenyszám        | Táv        | Pont       | Hely.      | Időhátrány | Idő        | Idő        | Helyezés   |
| ------------------------------------------------------------ | ------------------ | ---------- | ---------- | ---------- | ---------- | ---------- | ---------- | ---------- |
| Ilkka Herola                                                 | Normálsánc + 10 km | 94,0       | 111,9      | 29.        | +1:18      | 23:41,9    | 24:59,9    | 16.        |
| Ilkka Herola                                                 | Nagysánc + 10 km   | 126,5      | 106,8      | 16.        | +1:29      | 22:42,2    | 24:11,2    | 14.        |
| Mikke Leinonen                                               | Normálsánc + 10 km | 92,0       | 106,7      | 37.        | +1:39      | 25:30,3    | 27:09,3    | 40.        |
| Mikke Leinonen                                               | Nagysánc + 10 km   | 118,5      | 89,9       | 42.        | +2:36      | 24:43,4    | 27:19,4    | 42.        |
| Janne Ryynänen                                               | Normálsánc + 10 km | 93,5       | 108,2      | =31.       | +1:33      | 25:01,0    | 26:34,0    | 36.        |
| Janne Ryynänen                                               | Nagysánc + 10 km   | 117,0      | 91,7       | 40.        | +2:29      | 24:16,9    | 26:45,9    | 40.        |
| Eetu Vähäsöyrinki                                            | Normálsánc + 10 km | 94,5       | 112,4      | 26.        | +1:16      | 25:32,7    | 26:48,7    | 38.        |
| Eetu Vähäsöyrinki                                            | Nagysánc + 10 km   | 124,5      | 99,3       | 27,3.      | +1:59      | 24:25,2    | 26:24,2    | 38.        |
| Ilkka Herola Mikke Leinonen Janne Ryynänen Eetu Vähäsöyrinki | Csapat             | nem indult | nem indult | nem indult | nem indult | nem indult | nem indult | nem indult |

## Gyorskorcsolya
Férfi
| Versenyző     | Versenyszám | 1. futam | 1. futam | 2. futam | 2. futam | Eredmény | Helyezés |
| Versenyző     | Versenyszám | Idő      | Hely.    | Idő      | Hely.    | Eredmény | Helyezés |
| ------------- | ----------- | -------- | -------- | -------- | -------- | -------- | -------- |
| Mika Poutala  | 500 m       | 35,58    | 30.      | 35,56    | 27.      | 71,14    | 29.      |
| Pekka Koskela | 500 m       | 35,19    | 15.      | 35,41    | 20.      | 70,61    | 17.      |
| Tommi Pulli   | 1000 m      |          |          |          |          | 1:12,16  | 37.      |

## Jégkorong

### Férfi
| Finn nemzeti férfi jégkorongcsapat-játékoskeret | Finn nemzeti férfi jégkorongcsapat-játékoskeret | Finn nemzeti férfi jégkorongcsapat-játékoskeret | Finn nemzeti férfi jégkorongcsapat-játékoskeret | Finn nemzeti férfi jégkorongcsapat-játékoskeret | Finn nemzeti férfi jégkorongcsapat-játékoskeret | Finn nemzeti férfi jégkorongcsapat-játékoskeret |
| #                                               | Név                                             | Poszt                                           | Magasság                                        | Súly                                            | Kor                                             | Klub                                            |
| ----------------------------------------------- | ----------------------------------------------- | ----------------------------------------------- | ----------------------------------------------- | ----------------------------------------------- | ----------------------------------------------- | ----------------------------------------------- |
| 32                                              | Kari Lehtonen                                   | K                                               | 190 cm                                          | 88 kg                                           | 1983. november 16. (30 évesen)                  | Dallas Stars                                    |
| 31                                              | Antti Niemi                                     | K                                               | 188 cm                                          | 90 kg                                           | 1983. augusztus 29. (30 évesen)                 | San Jose Sharks                                 |
| 40                                              | Tuukka Rask                                     | K                                               | 190 cm                                          | 82 kg                                           | 1987. március 10. (26 évesen)                   | Boston Bruins                                   |
| 38                                              | Juuso Hietanen                                  | V                                               | 178 cm                                          | 81 kg                                           | 1985. június 14. (28 évesen)                    | HK Torpedo Nyizsnyij Novgorod                   |
| 5                                               | Lasse Kukkonen                                  | V                                               | 183 cm                                          | 85 kg                                           | 1981. szeptember 18. (32 évesen)                | Oulun Kärpät                                    |
| 18                                              | Sami Lepistö                                    | V                                               | 185 cm                                          | 88 kg                                           | 1984. október 17. (29 évesen)                   | HK Avtomobiliszt Jekatyerinburg                 |
| 3                                               | Olli Määttä                                     | V                                               | 188 cm                                          | 94 kg                                           | 1994. augusztus 22. (19 évesen)                 | Pittsburgh Penguins                             |
| 6                                               | Sami Salo                                       | V                                               | 191 cm                                          | 98 kg                                           | 1974. szeptember 2. (39 évesen)                 | Tampa Bay Lightning                             |
| 44                                              | Kimmo Timonen                                   | V                                               | 178 cm                                          | 89 kg                                           | 1975. március 18. (38 évesen)                   | Philadelphia Flyers                             |
| 45                                              | Sami Vatanen                                    | V                                               | 179 cm                                          | 80 kg                                           | 1991. június 3. (22 évesen)                     | Anaheim Ducks                                   |
| 4                                               | Ossi Väänänen                                   | V                                               | 193 cm                                          | 98 kg                                           | 1980. augusztus 18. (33 évesen)                 | Jokerit                                         |
| 50                                              | Juhamatti Aaltonen                              | T                                               | 184 cm                                          | 89 kg                                           | 1985. június 4. (28 évesen)                     | Oulun Kärpät                                    |
| 16                                              | Aleksandr Barkov                                | T                                               | 191 cm                                          | 93 kg                                           | 1995. szeptember 2. (18 évesen)                 | Florida Panthers                                |
| 64                                              | Mikael Granlund                                 | T                                               | 179 cm                                          | 84 kg                                           | 1992. február 26. (21 évesen)                   | Minnesota Wild                                  |
| 26                                              | Jarkko Immonen                                  | T                                               | 181 cm                                          | 91kg                                            | 1982. április 19. (31 évesen)                   | Torpedo Nyizsnyij Novgorod                      |
| 12                                              | Olli Jokinen                                    | T                                               | 189 cm                                          | 95 kg                                           | 1978. december 5. (35 évesen)                   | Winnipeg Jets                                   |
| 36                                              | Jussi Jokinen                                   | T                                               | 183 cm                                          | 87 kg                                           | 1983. április 1. (30 évesen)                    | Pittsburgh Penguins                             |
| 71                                              | Leo Komarov                                     | T                                               | 180 cm                                          | 97 kg                                           | 1987. január 23. (27 évesen)                    | HK Gyinamo Moszkva                              |
| 27                                              | Petri Kontiola                                  | T                                               | 182 cm                                          | 94 kg                                           | 1984. október 4. (29 évesen)                    | HK Traktor Cseljabinszk                         |
| 28                                              | Lauri Korpikoski                                | T                                               | 185 cm                                          | 88 kg                                           | 1986. július 28. (27 évesen)                    | Phoenix Coyotes                                 |
| 21                                              | Jori Lehterä                                    | T                                               | 189 cm                                          | 96 kg                                           | 1987. december 23. (26 évesen)                  | Szibir Novoszibirszk                            |
| 41                                              | Antti Pihlström                                 | T                                               | 183 cm                                          | 89 kg                                           | 1983. július 11. (30 évesen)                    | Szalavat Julajev Ufa                            |
| 15                                              | Tuomo Ruutu                                     | T                                               | 185 cm                                          | 96 kg                                           | 1983. február 16. (30 évesen)                   | Carolina Hurricanes                             |
| 23                                              | Sakari Salminen                                 | T                                               | 180 cm                                          | 72 kg                                           | 1988. május 31. (25 évesen)                     | Torpedo Nyizsnyij Novgorod                      |
| 8                                               | Teemu Selänne                                   | T                                               | 183 cm                                          | 91 kg                                           | 1970. július 3. (43 évesen)                     | Anaheim Ducks                                   |
| Vezetőedző: Erkka Westerlund                    | Vezetőedző: Erkka Westerlund                    | Vezetőedző: Erkka Westerlund                    | Vezetőedző: Erkka Westerlund                    | Vezetőedző: Erkka Westerlund                    | 1957. március 30. (56 évesen)                   | 1957. március 30. (56 évesen)                   |

- Posztok rövidítései: K – Kapus, V – Védő, T – Támadó
- Kor: 2014. február 13-i kora

Csoportkör
B csoport
| Hely. | Csapat           | M | Gy | HGy | HV | V | G+ | G– | Gk | P | Továbbjutás |
| ----- | ---------------- | - | -- | --- | -- | - | -- | -- | -- | - | ----------- |
| 1.    | Kanada (CAN)     | 3 | 2  | 1   | 0  | 0 | 11 | 2  | +9 | 8 | Negyeddöntő |
| 2.    | Finnország (FIN) | 3 | 2  | 0   | 1  | 0 | 15 | 7  | +8 | 7 | Negyeddöntő |
| 3.    | Ausztria (AUT)   | 3 | 1  | 0   | 0  | 2 | 7  | 15 | −8 | 3 | Rájátszás   |
| 4.    | Norvégia (NOR)   | 3 | 0  | 0   | 0  | 3 | 3  | 12 | −9 | 0 | Rájátszás   |

| 2014. február 13. 12:00 (9:00) | Finnország (FIN) | 8–4 (4–2, 2–0, 2–2) | Ausztria (AUT) | Bolsoj Jégcsarnok, Szocsi Nézőszám: 5664 |

| Jegyzőkönyv | Jegyzőkönyv | Jegyzőkönyv                              | Jegyzőkönyv        | Jegyzőkönyv                                                                     |
| --- | ----------- | ---------------------------------------- | ------------------ | ------------------------------------------------------------------------------- |
| | Tuukka Rask | Kapusok                                  | Bernhard Starkbaum | Játékvezetők: Daniel Piechazek Ian Walsh Vonalbírók: Tommy George Brad Kovachik |
| \| \| 0–1 \| 00:36 – M. Grabner (M. Raffl) \| \| M. Granlund (T. Selänne, S. Vatanen) – 05:15 \| 1–1 \| \| \| \| 1–2 \| 09:19 – T. Hundertpfund (T. Vanek) \| \| S. Lepistö (J. Jokinen, T. Ruutu) – 11:23 \| 2–2 \| \| \| O. Määttä (O. Jokinen) – 19:25 \| 3–2 \| \| \| J. Immonen (J. Lehterä, O. Väänänen) – 19:33 \| 4–2 \| \| \| J. Jokinen (P. Kontiola) – 21:43 \| 5–2 \| \| \| P. Kontiola (M. Granlund) – 32:10 \| 6–2 \| \| \| \| 6–3 \| 41:29 – M. Grabner (B. Lebler, M. Raffl) \| \| J. Immonen (A. Barkov, S. Vatanen) (PP1) – 51:25 \| 7–3 \| \| \| \| 7–4 \| 54:22 – M. Grabner \| \| M. Granlund (K. Timonen, S. Vatanen) (PP1) – 58:25 \| 8–4 \| \| |             |                                          |                    | Játékvezetők: Daniel Piechazek Ian Walsh Vonalbírók: Tommy George Brad Kovachik |
| 4 perc | Büntetések  | 10 perc                                  |                    | Játékvezetők: Daniel Piechazek Ian Walsh Vonalbírók: Tommy George Brad Kovachik |
| 52 | Lövések     | 20                                       |                    | Játékvezetők: Daniel Piechazek Ian Walsh Vonalbírók: Tommy George Brad Kovachik |
| | 0–1         | 00:36 – M. Grabner (M. Raffl)            |                    | Játékvezetők: Daniel Piechazek Ian Walsh Vonalbírók: Tommy George Brad Kovachik |
| M. Granlund (T. Selänne, S. Vatanen) – 05:15 | 1–1         |                                          |                    | Játékvezetők: Daniel Piechazek Ian Walsh Vonalbírók: Tommy George Brad Kovachik |
| | 1–2         | 09:19 – T. Hundertpfund (T. Vanek)       |                    | Játékvezetők: Daniel Piechazek Ian Walsh Vonalbírók: Tommy George Brad Kovachik |
| S. Lepistö (J. Jokinen, T. Ruutu) – 11:23 | 2–2         |                                          |                    |                                                                                 |
| O. Määttä (O. Jokinen) – 19:25 | 3–2         |                                          |                    |                                                                                 |
| J. Immonen (J. Lehterä, O. Väänänen) – 19:33 | 4–2         |                                          |                    |                                                                                 |
| J. Jokinen (P. Kontiola) – 21:43 | 5–2         |                                          |                    |                                                                                 |
| P. Kontiola (M. Granlund) – 32:10 | 6–2         |                                          |                    |                                                                                 |
| | 6–3         | 41:29 – M. Grabner (B. Lebler, M. Raffl) |                    |                                                                                 |
| J. Immonen (A. Barkov, S. Vatanen) (PP1) – 51:25 | 7–3         |                                          |                    |                                                                                 |
| | 7–4         | 54:22 – M. Grabner                       |                    |                                                                                 |
| M. Granlund (K. Timonen, S. Vatanen) (PP1) – 58:25 | 8–4         |                                          |                    |                                                                                 |

| 2014. február 14. 21:00 (18:00) | Norvégia (NOR) | 1–6 (0–3, 0–2, 1–1) | Finnország (FIN) | Sajba Aréna, Szocsi Nézőszám: 3018 |

| Jegyzőkönyv | Jegyzőkönyv             | Jegyzőkönyv                                   | Jegyzőkönyv   | Jegyzőkönyv                                                                          |
| --- | ----------------------- | --------------------------------------------- | ------------- | ------------------------------------------------------------------------------------ |
| | Lars Haugen Lars Volden | Kapusok                                       | Kari Lehtonen | Játékvezetők: Lars Brüggemann Kelly Sutherland Vonalbírók: Derek Amell Chris Carlson |
| \| \| 0–1 \| 05:46 – T. Selänne (S. Vatanen, K. Lehtonen) \| \| \| 0–2 \| 06:51 – L. Korpikoski (O. Jokinen, O. Määttä) \| \| \| 0–3 \| 17:21 – J. Lehterä \| \| \| 0–4 \| 28:03 – L. Korpikoski (O. Määttä, T. Ruutu) \| \| \| 0–5 \| 31:26 – O. Jokinen (S. Salo, T. Ruutu) \| \| P. Skrøder (M. Olimb, J. Holoes) (PP2) – 41:01 \| 1–5 \| \| \| \| 1–6 \| 57:41 – O. Määttä (P. Kontiola, K. Lehtonen) \| |                         |                                               |               | Játékvezetők: Lars Brüggemann Kelly Sutherland Vonalbírók: Derek Amell Chris Carlson |
| 6 perc | Büntetések              | 6 perc                                        |               | Játékvezetők: Lars Brüggemann Kelly Sutherland Vonalbírók: Derek Amell Chris Carlson |
| 21 | Lövések                 | 39                                            |               | Játékvezetők: Lars Brüggemann Kelly Sutherland Vonalbírók: Derek Amell Chris Carlson |
| | 0–1                     | 05:46 – T. Selänne (S. Vatanen, K. Lehtonen)  |               | Játékvezetők: Lars Brüggemann Kelly Sutherland Vonalbírók: Derek Amell Chris Carlson |
| | 0–2                     | 06:51 – L. Korpikoski (O. Jokinen, O. Määttä) |               | Játékvezetők: Lars Brüggemann Kelly Sutherland Vonalbírók: Derek Amell Chris Carlson |
| | 0–3                     | 17:21 – J. Lehterä                            |               | Játékvezetők: Lars Brüggemann Kelly Sutherland Vonalbírók: Derek Amell Chris Carlson |
| | 0–4                     | 28:03 – L. Korpikoski (O. Määttä, T. Ruutu)   |               |                                                                                      |
| | 0–5                     | 31:26 – O. Jokinen (S. Salo, T. Ruutu)        |               |                                                                                      |
| P. Skrøder (M. Olimb, J. Holoes) (PP2) – 41:01 | 1–5                     |                                               |               |                                                                                      |
| | 1–6                     | 57:41 – O. Määttä (P. Kontiola, K. Lehtonen)  |               |                                                                                      |

| 2014. február 16. 21:00 (18:00) | Finnország (FIN) | 1–2 (h.u.) (0–1, 1–0, 0–0) (h.u.: 0–1) | Kanada (CAN) | Bolsoj Jégcsarnok, Szocsi Nézőszám: 11 263 |

| Jegyzőkönyv | Jegyzőkönyv | Jegyzőkönyv                                   | Jegyzőkönyv | Jegyzőkönyv                                                                         |
| --- | ----------- | --------------------------------------------- | ----------- | ----------------------------------------------------------------------------------- |
| | Tuukka Rask | Kapusok                                       | Carey Price | Játékvezetők: Antonín Jeřábek Kevin Pollock Vonalbírók: Ivan Gyedovla Brad Kovachik |
| \| \| 0–1 \| 13:44 – D. Doughty (S. Weber, S. Crosby) (PP) \| \| T. Ruutu (J. Jokinen, O. Väänänen) – 38:00 \| 1–1 \| \| \| \| 1–2 \| 62:32 – D. Doughty (J. Carter) \| |             |                                               |             | Játékvezetők: Antonín Jeřábek Kevin Pollock Vonalbírók: Ivan Gyedovla Brad Kovachik |
| 2 perc | Büntetések  | 2 perc                                        |             | Játékvezetők: Antonín Jeřábek Kevin Pollock Vonalbírók: Ivan Gyedovla Brad Kovachik |
| 15 | Lövések     | 27                                            |             | Játékvezetők: Antonín Jeřábek Kevin Pollock Vonalbírók: Ivan Gyedovla Brad Kovachik |
| | 0–1         | 13:44 – D. Doughty (S. Weber, S. Crosby) (PP) |             | Játékvezetők: Antonín Jeřábek Kevin Pollock Vonalbírók: Ivan Gyedovla Brad Kovachik |
| T. Ruutu (J. Jokinen, O. Väänänen) – 38:00 | 1–1         |                                               |             | Játékvezetők: Antonín Jeřábek Kevin Pollock Vonalbírók: Ivan Gyedovla Brad Kovachik |
| | 1–2         | 62:32 – D. Doughty (J. Carter)                |             | Játékvezetők: Antonín Jeřábek Kevin Pollock Vonalbírók: Ivan Gyedovla Brad Kovachik |

Negyeddöntő
| 2014. február 19. 16:30 (13:30) | Finnország (FIN) | 3–1 (2–1, 1–0, 0–0) | Oroszország (RUS) | Bolsoj Jégcsarnok, Szocsi Nézőszám: 11 654 |

| Jegyzőkönyv | Jegyzőkönyv | Jegyzőkönyv                            | Jegyzőkönyv                          | Jegyzőkönyv                                                                             |
| --- | ----------- | -------------------------------------- | ------------------------------------ | --------------------------------------------------------------------------------------- |
| | Tuukka Rask | Kapusok                                | Szemjon Varlamov Szergej Bobrovszkij | Játékvezetők: Kelly Sutherland Marcus Vinnerborg Vonalbírók: Greg Devorski Jesse Wilmot |
| \| \| 0–1 \| 07:51 – I. Kovalcsuk (P. Dacjuk) (PP1) \| \| J. Aaltonen (P. Kontiola) – 09:18 \| 1–1 \| \| \| T. Selänne (M. Granlund) – 17:38 \| 2–1 \| \| \| M. Granlund (T. Selänne, K. Timonen) – 25:37 \| 3–1 \| \| |             |                                        |                                      | Játékvezetők: Kelly Sutherland Marcus Vinnerborg Vonalbírók: Greg Devorski Jesse Wilmot |
| 6 perc | Büntetések  | 8 perc                                 |                                      | Játékvezetők: Kelly Sutherland Marcus Vinnerborg Vonalbírók: Greg Devorski Jesse Wilmot |
| 22 | Lövések     | 38                                     |                                      | Játékvezetők: Kelly Sutherland Marcus Vinnerborg Vonalbírók: Greg Devorski Jesse Wilmot |
| | 0–1         | 07:51 – I. Kovalcsuk (P. Dacjuk) (PP1) |                                      | Játékvezetők: Kelly Sutherland Marcus Vinnerborg Vonalbírók: Greg Devorski Jesse Wilmot |
| J. Aaltonen (P. Kontiola) – 09:18 | 1–1         |                                        |                                      | Játékvezetők: Kelly Sutherland Marcus Vinnerborg Vonalbírók: Greg Devorski Jesse Wilmot |
| T. Selänne (M. Granlund) – 17:38 | 2–1         |                                        |                                      | Játékvezetők: Kelly Sutherland Marcus Vinnerborg Vonalbírók: Greg Devorski Jesse Wilmot |
| M. Granlund (T. Selänne, K. Timonen) – 25:37 | 3–1         |                                        |                                      |                                                                                         |

Elődöntő
| 2014. február 21. 16:00 (13:00) | Svédország (SWE) | 2–1 (0–0, 2–1, 0–0) | Finnország (FIN) | Bolsoj Jégcsarnok, Szocsi Nézőszám: 9476 |

| Jegyzőkönyv | Jegyzőkönyv      | Jegyzőkönyv                     | Jegyzőkönyv   | Jegyzőkönyv                                                                       |
| --- | ---------------- | ------------------------------- | ------------- | --------------------------------------------------------------------------------- |
| | Henrik Lundqvist | Kapusok                         | Kari Lehtonen | Játékvezetők: Konsztantyin Olenyin Tim Peel Vonalbírók: Derek Amell Chris Carlson |
| \| \| 0–1 \| 26:17 – O. Jokinen (S. Vatanen) \| \| L. Eriksson (J. Ericsson, N. Bäckström) – 31:39 \| 1–1 \| \| \| E. Karlsson (A. Steen, D. Sedin) (PP1) – 36:26 \| 2–1 \| \| |                  |                                 |               | Játékvezetők: Konsztantyin Olenyin Tim Peel Vonalbírók: Derek Amell Chris Carlson |
| 10 perc | Büntetések       | 4 perc                          |               | Játékvezetők: Konsztantyin Olenyin Tim Peel Vonalbírók: Derek Amell Chris Carlson |
| 25 | Lövések          | 26                              |               | Játékvezetők: Konsztantyin Olenyin Tim Peel Vonalbírók: Derek Amell Chris Carlson |
| | 0–1              | 26:17 – O. Jokinen (S. Vatanen) |               | Játékvezetők: Konsztantyin Olenyin Tim Peel Vonalbírók: Derek Amell Chris Carlson |
| L. Eriksson (J. Ericsson, N. Bäckström) – 31:39 | 1–1              |                                 |               | Játékvezetők: Konsztantyin Olenyin Tim Peel Vonalbírók: Derek Amell Chris Carlson |
| E. Karlsson (A. Steen, D. Sedin) (PP1) – 36:26 | 2–1              |                                 |               | Játékvezetők: Konsztantyin Olenyin Tim Peel Vonalbírók: Derek Amell Chris Carlson |

Bronzmérkőzés
| 2014. február 22. 19:00 (16:00) | Egyesült Államok (USA) | 0–5 (0–0, 0–2, 0–3) | Finnország (FIN) | Bolsoj Jégcsarnok, Szocsi Nézőszám: 9052 |

| Jegyzőkönyv | Jegyzőkönyv    | Jegyzőkönyv                                           | Jegyzőkönyv | Jegyzőkönyv                                                                         |
| --- | -------------- | ----------------------------------------------------- | ----------- | ----------------------------------------------------------------------------------- |
| | Jonathan Quick | Kapusok                                               | Tuukka Rask | Játékvezetők: Konsztantyin Olenyin Tim Peel Vonalbírók: Chris Carlson Ivan Gyedovla |
| \| \| 0–1 \| 21:27 – T. Selänne (M. Granlund, L. Korpikoski) \| \| \| 0–2 \| 21:38 – J. Jokinen (J. Lehterä, P. Kontiola) \| \| \| 0–3 \| 46:10 – J. Hietanen (T. Ruutu, S. Lepistö) \| \| \| 0–4 \| 49:06 – T. Selänne (M. Granlund, L. Korpikoski) (PP1) \| \| \| 0–5 \| 53:09 – O. Määttä (J. Lehterä, J. Jokinen) (PP1) \| |                |                                                       |             | Játékvezetők: Konsztantyin Olenyin Tim Peel Vonalbírók: Chris Carlson Ivan Gyedovla |
| 12 perc | Büntetések     | 4 perc                                                |             | Játékvezetők: Konsztantyin Olenyin Tim Peel Vonalbírók: Chris Carlson Ivan Gyedovla |
| 27 | Lövések        | 29                                                    |             | Játékvezetők: Konsztantyin Olenyin Tim Peel Vonalbírók: Chris Carlson Ivan Gyedovla |
| | 0–1            | 21:27 – T. Selänne (M. Granlund, L. Korpikoski)       |             | Játékvezetők: Konsztantyin Olenyin Tim Peel Vonalbírók: Chris Carlson Ivan Gyedovla |
| | 0–2            | 21:38 – J. Jokinen (J. Lehterä, P. Kontiola)          |             | Játékvezetők: Konsztantyin Olenyin Tim Peel Vonalbírók: Chris Carlson Ivan Gyedovla |
| | 0–3            | 46:10 – J. Hietanen (T. Ruutu, S. Lepistö)            |             | Játékvezetők: Konsztantyin Olenyin Tim Peel Vonalbírók: Chris Carlson Ivan Gyedovla |
| | 0–4            | 49:06 – T. Selänne (M. Granlund, L. Korpikoski) (PP1) |             |                                                                                     |
| | 0–5            | 53:09 – O. Määttä (J. Lehterä, J. Jokinen) (PP1)      |             |                                                                                     |

| Csapat           | Helyezés |
| ---------------- | -------- |
| Finnország (FIN) |          |

### Női
| Finn nemzeti női jégkorongcsapat-játékoskeret | Finn nemzeti női jégkorongcsapat-játékoskeret | Finn nemzeti női jégkorongcsapat-játékoskeret | Finn nemzeti női jégkorongcsapat-játékoskeret | Finn nemzeti női jégkorongcsapat-játékoskeret | Finn nemzeti női jégkorongcsapat-játékoskeret | Finn nemzeti női jégkorongcsapat-játékoskeret |
| #                                             | Név                                           | Poszt                                         | Magasság                                      | Súly                                          | Kor                                           | Klub                                          |
| --------------------------------------------- | --------------------------------------------- | --------------------------------------------- | --------------------------------------------- | --------------------------------------------- | --------------------------------------------- | --------------------------------------------- |
| 1                                             | Eveliina Suonpää                              | K                                             | 173 cm                                        | 63 kg                                         | 1995. április 12. (18 évesen)                 | Team Oriflame Kuortane                        |
| 3                                             | Emma Terho                                    | V                                             | 159 cm                                        | 60 kg                                         | 1981. december 17. (32 évesen)                | Espoo Blues                                   |
| 4                                             | Rosa Lindstedt                                | V                                             | 186 cm                                        | 80 kg                                         | 1988. január 24. (26 évesen)                  | JYP Jyväskylä                                 |
| 5                                             | Anna Kilponen                                 | V                                             | 169 cm                                        | 74 kg                                         | 1995. május 16. (18 évesen)                   | Team Oriflame Kuortane                        |
| 6                                             | Jenni Hiirikoski C                            | V                                             | 162 cm                                        | 60 kg                                         | 1987. március 30. (26 évesen)                 | JYP Jyväskylä                                 |
| 7                                             | Mira Jalosuo                                  | V                                             | 184 cm                                        | 80 kg                                         | 1989. február 3. (25 évesen)                  | SZK Szkif                                     |
| 9                                             | Venla Hovi                                    | T                                             | 169 cm                                        | 63 kg                                         | 1987. október 28. (26 évesen)                 | KalPa Kuopio                                  |
| 10                                            | Linda Välimäki                                | T                                             | cm                                            | 70 kg                                         | 1990. május 31. (23 évesen)                   | Espoo Blues                                   |
| 11                                            | Anniina Rajahuhta                             | T                                             | cm                                            | 70 kg                                         | 1989. március 8. (24 évesen)                  | Espoo Blues                                   |
| 13                                            | Riikka Välilä                                 | T                                             | cm                                            | 63 kg                                         | 1973. június 12. (40 évesen)                  | JYP Jyväskylä                                 |
| 15                                            | Minttu Tuominen                               | T                                             | cm                                            | 70 kg                                         | 1990. június 26. (23 évesen)                  | Espoo Blues                                   |
| 16                                            | Vilma Tanskanen                               | T                                             | cm                                            | 66 kg                                         | 1995. április 14. (18 évesen)                 | Team Oriflame Kuortane                        |
| 18                                            | Meeri Räisänen                                | K                                             | cm                                            | 62 kg                                         | 1989. december 2. (24 évesen)                 | JYP Jyväskylä                                 |
| 20                                            | Saija Tarkki                                  | V                                             | 172 cm                                        | 60 kg                                         | 1982. december 29. (31 évesen)                | Oulun Kärpät                                  |
| 21                                            | Michelle Karvinen                             | T                                             | cm                                            | 69 kg                                         | 1990. március 27. (23 évesen)                 | University of North Dakota                    |
| 23                                            | Nina Tikkinen                                 | T                                             | 170 cm                                        | 66 kg                                         | 1987. február 6. (27 évesen)                  | Oulun Kärpät                                  |
| 29                                            | Karoliina Rantamäki                           | T                                             | cm                                            | 65 kg                                         | 1978. február 23. (35 évesen)                 | SZK Szkif                                     |
| 41                                            | Noora Räty                                    | K                                             | 165 cm                                        | 70 kg                                         | 1989. május 29. (24 évesen)                   | Ilves Tampere                                 |
| 77                                            | Susanna Tapani                                | T                                             | 177 cm                                        | 64 kg                                         | 1993. március 2. (20 évesen)                  | University of North Dakota                    |
| 80                                            | Tea Villilä                                   | V                                             | 168 cm                                        | 63 kg                                         | 1991. április 16. (22 évesen)                 | Minnesota–Duluth Bulldogs                     |
| 96                                            | Emma Nuutinen                                 | T                                             | 176 cm                                        | 73 kg                                         | 1996. december 7. (17 évesen)                 | Espoo Blues                                   |
| Vezetőedző:                                   |                                               |                                               |                                               |                                               |                                               |                                               |

- Posztok rövidítései: K – Kapus, V – Védő, T – Támadó
- Kor: 2014. február 8-i kora

Csoportkör
A csoport
| Hely. | Csapat                 | M | Gy | HGy | HV | V | G+ | G– | Gk  | P | Továbbjutás |
| ----- | ---------------------- | - | -- | --- | -- | - | -- | -- | --- | - | ----------- |
| 1.    | Kanada (CAN)           | 3 | 3  | 0   | 0  | 0 | 11 | 2  | +9  | 9 | Elődöntő    |
| 2.    | Egyesült Államok (USA) | 3 | 2  | 0   | 0  | 1 | 14 | 4  | +10 | 6 | Elődöntő    |
| 3.    | Finnország (FIN)       | 3 | 0  | 1   | 0  | 2 | 5  | 9  | −4  | 2 | Negyeddöntő |
| 4.    | Svájc (SUI)            | 3 | 0  | 0   | 1  | 2 | 3  | 18 | −15 | 1 | Negyeddöntő |

| 2014. február 8. 12:00 (9:00) | Egyesült Államok (USA) | 3–1 (1–0, 2–0, 0–1) | Finnország (FIN) | Sajba Aréna, Szocsi Nézőszám: 4135 |

| Jegyzőkönyv | Jegyzőkönyv   | Jegyzőkönyv                          | Jegyzőkönyv | Jegyzőkönyv                                                                |
| --- | ------------- | ------------------------------------ | ----------- | -------------------------------------------------------------------------- |
| | Jessie Vetter | Kapusok                              | Noora Räty  | Játékvezető: Nicole Hertrich Vonalbírók: Therese Bjorkman Stephanie Gagnon |
| \| H. Knight – 00:53 \| 1–0 \| \| \| K. Stack (H. Knight, M. Bozek) – 27:42 \| 2–0 \| \| \| A. Carpenter (A. Schleper) (PP) – 35:59 \| 3–0 \| \| \| \| 3–1 \| 55:22 – S. Tapani (M. Karvinen) (PP) \| |               |                                      |             | Játékvezető: Nicole Hertrich Vonalbírók: Therese Bjorkman Stephanie Gagnon |
| 4 perc | Büntetések    | 8 perc                               |             | Játékvezető: Nicole Hertrich Vonalbírók: Therese Bjorkman Stephanie Gagnon |
| 43 | Lövések       | 15                                   |             | Játékvezető: Nicole Hertrich Vonalbírók: Therese Bjorkman Stephanie Gagnon |
| H. Knight – 00:53 | 1–0           |                                      |             | Játékvezető: Nicole Hertrich Vonalbírók: Therese Bjorkman Stephanie Gagnon |
| K. Stack (H. Knight, M. Bozek) – 27:42 | 2–0           |                                      |             | Játékvezető: Nicole Hertrich Vonalbírók: Therese Bjorkman Stephanie Gagnon |
| A. Carpenter (A. Schleper) (PP) – 35:59 | 3–0           |                                      |             | Játékvezető: Nicole Hertrich Vonalbírók: Therese Bjorkman Stephanie Gagnon |
| | 3–1           | 55:22 – S. Tapani (M. Karvinen) (PP) |             |                                                                            |

| 2014. február 10. 19:00 (16:00) | Finnország (FIN) | 0–3 (0–0, 0–0, 0–3) | Kanada (CAN) | Sajba Aréna, Szocsi Nézőszám: 4837 |

| Jegyzőkönyv | Jegyzőkönyv | Jegyzőkönyv                                   | Jegyzőkönyv      | Jegyzőkönyv                                                         |
| --- | ----------- | --------------------------------------------- | ---------------- | ------------------------------------------------------------------- |
| | Noora Raty  | Kapusok                                       | Shannon Szabados | Játékvezető: Joy Tottman Vonalbírók: Therese Bjorkman Laura Johnson |
| \| \| 0–1 \| 49:27 – M. Agosta-Marciano (PP) \| \| \| 0–2 \| 52:24 – J. Hefford \| \| \| 0–3 \| 56:36 – R. Johnston (J. Hefford, M-P. Poulin) \| |             |                                               |                  | Játékvezető: Joy Tottman Vonalbírók: Therese Bjorkman Laura Johnson |
| 10 perc | Büntetések  | 12 perc                                       |                  | Játékvezető: Joy Tottman Vonalbírók: Therese Bjorkman Laura Johnson |
| 14 | Lövések     | 42                                            |                  | Játékvezető: Joy Tottman Vonalbírók: Therese Bjorkman Laura Johnson |
| | 0–1         | 49:27 – M. Agosta-Marciano (PP)               |                  | Játékvezető: Joy Tottman Vonalbírók: Therese Bjorkman Laura Johnson |
| | 0–2         | 52:24 – J. Hefford                            |                  | Játékvezető: Joy Tottman Vonalbírók: Therese Bjorkman Laura Johnson |
| | 0–3         | 56:36 – R. Johnston (J. Hefford, M-P. Poulin) |                  | Játékvezető: Joy Tottman Vonalbírók: Therese Bjorkman Laura Johnson |

| 2014. február 12. 12:00 (9:00) | Svájc (SUI) | 3–4 (h.u.) (0–2, 2–1, 1–0, 0–1) | Finnország (FIN) | Sajba Aréna, Szocsi Nézőszám: 4211 |

| Jegyzőkönyv | Jegyzőkönyv        | Jegyzőkönyv                                         | Jegyzőkönyv | Jegyzőkönyv                                                         |
| --- | ------------------ | --------------------------------------------------- | ----------- | ------------------------------------------------------------------- |
| | Florence Schelling | Kapusok                                             | Noora Räty  | Játékvezető: Erin Blair Vonalbírók: Laura Johnson Michaela Kúdelová |
| \| \| 0–1 \| 07:56 – J. Hiirikoski (M. Jalosuo, M. Karvinen) \| \| \| 0–2 \| 09:55 – M. Karvinen, (S. Tapani, A. Kilponen) \| \| 23:28 – R. Eggiman (N. Bullo) \| 1–2 \| \| \| 28:00 – P. Stanz (J. Lutz) (PP) \| 2–2 \| \| \| \| 2–3 \| 35:31 – M. Karvinen (S. Tapani, J. Hiirikoski) (PP) \| \| 56:25 – S. Marty (N. Bullo) (PP) \| 3–3 \| \| \| \| 3–4 \| 62:38 – J. Hiirikoski (L. Valimaki, A. Kilponen) \| |                    |                                                     |             | Játékvezető: Erin Blair Vonalbírók: Laura Johnson Michaela Kúdelová |
| 31 perc | Büntetések         | 12 perc                                             |             | Játékvezető: Erin Blair Vonalbírók: Laura Johnson Michaela Kúdelová |
| 27 | Lövések            | 34                                                  |             | Játékvezető: Erin Blair Vonalbírók: Laura Johnson Michaela Kúdelová |
| | 0–1                | 07:56 – J. Hiirikoski (M. Jalosuo, M. Karvinen)     |             | Játékvezető: Erin Blair Vonalbírók: Laura Johnson Michaela Kúdelová |
| | 0–2                | 09:55 – M. Karvinen, (S. Tapani, A. Kilponen)       |             | Játékvezető: Erin Blair Vonalbírók: Laura Johnson Michaela Kúdelová |
| 23:28 – R. Eggiman (N. Bullo) | 1–2                |                                                     |             | Játékvezető: Erin Blair Vonalbírók: Laura Johnson Michaela Kúdelová |
| 28:00 – P. Stanz (J. Lutz) (PP) | 2–2                |                                                     |             |                                                                     |
| | 2–3                | 35:31 – M. Karvinen (S. Tapani, J. Hiirikoski) (PP) |             |                                                                     |
| 56:25 – S. Marty (N. Bullo) (PP) | 3–3                |                                                     |             |                                                                     |
| | 3–4                | 62:38 – J. Hiirikoski (L. Valimaki, A. Kilponen)    |             |                                                                     |

Negyeddöntő
| 2014. február 15. 12:00 (9:00) | Finnország (FIN) | 2–4 (0–0, 1–0, 1–4) | Svédország (SWE) | Sajba Aréna, Szocsi Nézőszám: 2917 |

| Jegyzőkönyv | Jegyzőkönyv | Jegyzőkönyv                                         | Jegyzőkönyv       | Jegyzőkönyv                                                             |
| --- | ----------- | --------------------------------------------------- | ----------------- | ----------------------------------------------------------------------- |
| | Noora Räty  | Kapusok                                             | Valentina Wallner | Játékvezető: Nicole Hertrich Vonalbírók: Stephanie Gagnon Laura Johnson |
| \| V. Hovi (L. Välimäki) – 33:16 \| 1–0 \| \| \| \| 1–1 \| 40:48 – A. Borgqvist (PP1) \| \| \| 1–2 \| 45:09 – L. Wester (J. Asserholt, P. Winberg) \| \| E. Nuutinen (K. Rantamäki, R. Lindstedt – 45:21 \| 2–2 \| \| \| \| 2–3 \| 55:45 – E. Eliasson (M. Löwenhielm, E. Grahm) (PP1) \| \| \| 2–4 \| 59:19 – E. Nordin (P. Winberg, E. Andersson) (ENG) \| |             |                                                     |                   | Játékvezető: Nicole Hertrich Vonalbírók: Stephanie Gagnon Laura Johnson |
| 12 perc | Büntetések  | 10 perc                                             |                   | Játékvezető: Nicole Hertrich Vonalbírók: Stephanie Gagnon Laura Johnson |
| 31 | Lövések     | 32                                                  |                   | Játékvezető: Nicole Hertrich Vonalbírók: Stephanie Gagnon Laura Johnson |
| V. Hovi (L. Välimäki) – 33:16 | 1–0         |                                                     |                   | Játékvezető: Nicole Hertrich Vonalbírók: Stephanie Gagnon Laura Johnson |
| | 1–1         | 40:48 – A. Borgqvist (PP1)                          |                   | Játékvezető: Nicole Hertrich Vonalbírók: Stephanie Gagnon Laura Johnson |
| | 1–2         | 45:09 – L. Wester (J. Asserholt, P. Winberg)        |                   | Játékvezető: Nicole Hertrich Vonalbírók: Stephanie Gagnon Laura Johnson |
| E. Nuutinen (K. Rantamäki, R. Lindstedt – 45:21 | 2–2         |                                                     |                   |                                                                         |
| | 2–3         | 55:45 – E. Eliasson (M. Löwenhielm, E. Grahm) (PP1) |                   |                                                                         |
| | 2–4         | 59:19 – E. Nordin (P. Winberg, E. Andersson) (ENG)  |                   |                                                                         |

Az 5–8. helyért
| 2014. február 16. 12:00 (9:00) | Finnország (FIN) | 2–1 (2–0, 0–1, 0–0) | Németország (GER) | Sajba Aréna, Szocsi Nézőszám: 2009 |

| Jegyzőkönyv | Jegyzőkönyv | Jegyzőkönyv                      | Jegyzőkönyv    | Jegyzőkönyv                                                          |
| --- | ----------- | -------------------------------- | -------------- | -------------------------------------------------------------------- |
| | Noora Räty  | Kapusok                          | Jennifer Harss | Játékvezető: Aina Hove Vonalbírók: Michael Kudelová Zuzana Svobodová |
| \| J. Hiirikoski (R. Välilä) (PP1) – 01:15 \| 1–0 \| \| \| M. Karvinen (R. Välilä, S. Tapani) – 08:32 \| 2–0 \| \| \| \| 2–1 \| 28:59 – B. Evers (S. Götz) (PP1) \| |             |                                  |                | Játékvezető: Aina Hove Vonalbírók: Michael Kudelová Zuzana Svobodová |
| 8 perc | Büntetések  | 8 perc                           |                | Játékvezető: Aina Hove Vonalbírók: Michael Kudelová Zuzana Svobodová |
| 27 | Lövések     | 21                               |                | Játékvezető: Aina Hove Vonalbírók: Michael Kudelová Zuzana Svobodová |
| J. Hiirikoski (R. Välilä) (PP1) – 01:15 | 1–0         |                                  |                | Játékvezető: Aina Hove Vonalbírók: Michael Kudelová Zuzana Svobodová |
| M. Karvinen (R. Välilä, S. Tapani) – 08:32 | 2–0         |                                  |                | Játékvezető: Aina Hove Vonalbírók: Michael Kudelová Zuzana Svobodová |
| | 2–1         | 28:59 – B. Evers (S. Götz) (PP1) |                | Játékvezető: Aina Hove Vonalbírók: Michael Kudelová Zuzana Svobodová |

Az 5. helyért
| 2014. február 18. 16:30 (13:30) | Finnország (FIN) | 4–0 (2–0, 0–0, 2–0) | Oroszország (RUS) | Sajba Aréna, Szocsi Nézőszám: 4112 |

| Jegyzőkönyv | Jegyzőkönyv | Jegyzőkönyv | Jegyzőkönyv  | Jegyzőkönyv                                                        |
| --- | ----------- | ----------- | ------------ | ------------------------------------------------------------------ |
| | Noora Räty  | Kapusok     | Anna Prugova | Játékvezető: Erin Blair Vonalbírók: Stephanie Gagnon Laura Johnson |
| \| L. Välimäki (K. Rantamäki, V. Hovi) – 16:37 \| 1–0 \| \| \| R. Välilä (S. Tapani, J. Hiirikoski) – 17:28 \| 2–0 \| \| \| M. Karvinen (R. Välilä, S. Tarkki) – 42:30 \| 3–0 \| \| \| M. Karvinen (R. Välilä, M. Tuominen) (PP) – 43:31 \| 4–0 \| \| |             |             |              | Játékvezető: Erin Blair Vonalbírók: Stephanie Gagnon Laura Johnson |
| 14 perc | Büntetések  | 12 perc     |              | Játékvezető: Erin Blair Vonalbírók: Stephanie Gagnon Laura Johnson |
| 29 | Lövések     | 19          |              | Játékvezető: Erin Blair Vonalbírók: Stephanie Gagnon Laura Johnson |
| L. Välimäki (K. Rantamäki, V. Hovi) – 16:37 | 1–0         |             |              | Játékvezető: Erin Blair Vonalbírók: Stephanie Gagnon Laura Johnson |
| R. Välilä (S. Tapani, J. Hiirikoski) – 17:28 | 2–0         |             |              | Játékvezető: Erin Blair Vonalbírók: Stephanie Gagnon Laura Johnson |
| M. Karvinen (R. Välilä, S. Tarkki) – 42:30 | 3–0         |             |              | Játékvezető: Erin Blair Vonalbírók: Stephanie Gagnon Laura Johnson |
| M. Karvinen (R. Välilä, M. Tuominen) (PP) – 43:31 | 4–0         |             |              |                                                                    |

| Csapat           | Helyezés |
| ---------------- | -------- |
| Finnország (FIN) | 4.       |

## Síakrobatika
Akrobatika
| Versenyző              | Versenyszám      | Selejtező | Selejtező | Selejtező | Döntő    | Döntő    | Döntő    |
| Versenyző              | Versenyszám      | 1. futam  | 2. futam  | Hely.     | 1. futam | 2. futam | Helyezés |
| ---------------------- | ---------------- | --------- | --------- | --------- | -------- | -------- | -------- |
| Antti-Jussi Kemppainen | Férfi félcső     | 79,40     | 60,40     | 9.        | 74,40    | 78,20    | 8.       |
| Antti Ollila           | Férfi slopestyle | 81,40     | 31,60     | 13.       | kiesett  | kiesett  | kiesett  |
| Otso Räisänen          | Férfi slopestyle | 59,60     | 56,20     | 25.       | kiesett  | kiesett  | kiesett  |
| Lauri Kivari           | Férfi slopestyle | 45,80     | 2,80      | 29.       | kiesett  | kiesett  | kiesett  |
| Aleksi Patja           | Férfi slopestyle | 10,80     | 12,00     | 31.       | kiesett  | kiesett  | kiesett  |

Mogul
| Versenyző       | Versenyszám | Selejtező     | Selejtező     | Selejtező     | Selejtező     | Selejtező     | Selejtező     | Döntő    | Döntő    | Döntő    | Döntő    | Döntő    | Döntő    | Döntő    | Döntő    | Helyezés    |
| Versenyző       | Versenyszám | 1. futam      | 1. futam      | 1. futam      | 2. futam      | 2. futam      | 2. futam      | 1. futam | 1. futam | 1. futam | 2. futam | 2. futam | 2. futam | 3. futam | 3. futam | Helyezés    |
| Versenyző       | Versenyszám | Idő           | Pont          | Hely.         | Idő           | Pont          | Hely.         | Idő      | Pont     | Hely.    | Idő      | Pont     | Hely.    | Idő      | Pont     | Helyezés    |
| --------------- | ----------- | ------------- | ------------- | ------------- | ------------- | ------------- | ------------- | -------- | -------- | -------- | -------- | -------- | -------- | -------- | -------- | ----------- |
| Jimi Salonen    | Férfi       | 24,53         | 19,64         | 20.           | 25,26         | 21,85         | 3.            | 24,77    | 20,75    | 18.      | kiesett  | kiesett  | kiesett  | kiesett  | kiesett  | 18.         |
| Jussi Penttala  | Férfi       | 24,86         | 17,99         | 23.           | nem ért célba | nem ért célba | nem ért célba | kiesett  | kiesett  | kiesett  | kiesett  | kiesett  | kiesett  | kiesett  | kiesett  | 27.         |
| Arttu Kiramo    | Férfi       | 27,18         | 9,09          | 26.           | 26,17         | 18,73         | 12.           | kiesett  | kiesett  | kiesett  | kiesett  | kiesett  | kiesett  | kiesett  | kiesett  | 22.         |
| Ville Miettunen | Férfi       | nem ért célba | nem ért célba | nem ért célba | nem indult    | nem indult    | nem indult    | kiesett  | kiesett  | kiesett  | kiesett  | kiesett  | kiesett  | kiesett  | kiesett  | helyezetlen |

Krossz
| Versenyző      | Versenyszám | Selejtező | Selejtező | Nyolcaddöntő | Negyeddöntő | Elődöntő | Döntő    | Helyezés |
| Versenyző      | Versenyszám | Idő       | Hely.     | Helyezés     | Helyezés    | Helyezés | Helyezés | Helyezés |
| -------------- | ----------- | --------- | --------- | ------------ | ----------- | -------- | -------- | -------- |
| Jouni Pellinen | Férfi       | 1:17,41   | 9.        | 1.           | 4.          | kiesett  | kiesett  | 13.      |

## Sífutás
Férfi
| Versenyző                                                   | Versenyszám     | Selejtező | Selejtező | Negyeddöntő | Negyeddöntő | Elődöntő | Elődöntő | Döntő         | Döntő         |
| Versenyző                                                   | Versenyszám     | Idő       | Hely.     | Idő         | Hely.       | Idő      | Hely.    | Idő           | Helyezés      |
| ----------------------------------------------------------- | --------------- | --------- | --------- | ----------- | ----------- | -------- | -------- | ------------- | ------------- |
| Iivo Niskanen                                               | 15 km           |           |           |             |             |          |          | 39:08,7       | 4.            |
| Iivo Niskanen                                               | 30 km           |           |           |             |             |          |          | 1:10:22,0     | 26.           |
| Iivo Niskanen                                               | 50 km           |           |           |             |             |          |          | 1:47:27,5     | 10.           |
| Sami Jauhojärvi                                             | 15 km           |           |           |             |             |          |          | 40:14,4       | 17.           |
| Sami Jauhojärvi                                             | 30 km           |           |           |             |             |          |          | 1:11:12,0     | 33.           |
| Matti Heikkinen                                             | 15 km           |           |           |             |             |          |          | 40:17,8       | 20.           |
| Matti Heikkinen                                             | 30 km           |           |           |             |             |          |          | 1:11:52,6     | 40.           |
| Matti Heikkinen                                             | 50 km           |           |           |             |             |          |          | 1:47:35,0     | 15.           |
| Lari Lehtonen                                               | 30 km           |           |           |             |             |          |          | 1:11:34,1     | 38.           |
| Lari Lehtonen                                               | 50 km           |           |           |             |             |          |          | 1:47:48,7     | 23.           |
| Ville Nousiainen                                            | 15 km           |           |           |             |             |          |          | 40:52,6       | 28.           |
| Ville Nousiainen                                            | Sprint          | 3:37,52   | 25.       | 3:40,84     | 5.          | kiesett  | kiesett  | kiesett       | 24.           |
| Anssi Pentsinen                                             | Sprint          | 3:38,66   | 34.       | kiesett     | kiesett     | kiesett  | kiesett  | kiesett       | 34.           |
| Juho Mikkonen                                               | Sprint          | 3:40,72   | 43.       | kiesett     | kiesett     | kiesett  | kiesett  | kiesett       | 43.           |
| Martti Jylhä                                                | Sprint          | 3:34,49   | 12.       | 3:37,98     | 5.          | kiesett  | kiesett  | kiesett       | 21.           |
| Martti Jylhä                                                | 50 km           |           |           |             |             |          |          | nem ért célba | nem ért célba |
| Iivo Niskanen Sami Jauhojärvi                               | Csapatsprint    |           |           |             |             | 23:26,13 | 1.       | 23:14,89      |               |
| Sami Jauhojärvi Iivo Niskanen Lari Lehtonen Matti Heikkinen | 4 × 10 km váltó |           |           |             |             |          |          | 1:30:28,4     | 6.            |

Női
| Versenyző                                                            | Versenyszám    | Selejtező | Selejtező | Negyeddöntő | Negyeddöntő | Elődöntő | Elődöntő | Döntő     | Döntő    |
| Versenyző                                                            | Versenyszám    | Idő       | Hely.     | Idő         | Hely.       | Idő      | Hely.    | Idő       | Helyezés |
| -------------------------------------------------------------------- | -------------- | --------- | --------- | ----------- | ----------- | -------- | -------- | --------- | -------- |
| Aino-Kaisa Saarinen                                                  | 10 km          |           |           |             |             |          |          | 28:48,1   | 4.       |
| Aino-Kaisa Saarinen                                                  | 15 km          |           |           |             |             |          |          | 38:48,9   | 5.       |
| Aino-Kaisa Saarinen                                                  | 30 km          |           |           |             |             |          |          | 1:13:52,5 | 21.      |
| Kerttu Niskanen                                                      | 10 km          |           |           |             |             |          |          | 29:16,7   | 8.       |
| Kerttu Niskanen                                                      | 15 km          |           |           |             |             |          |          | 39:35,3   | 7.       |
| Kerttu Niskanen                                                      | 30 km          |           |           |             |             |          |          | 1:12:26,9 | 4.       |
| Krista Lähteenmäki                                                   | 10 km          |           |           |             |             |          |          | 29:36,0   | 10.      |
| Krista Lähteenmäki                                                   | 15 km          |           |           |             |             |          |          | 40:09,9   | 13.      |
| Krista Lähteenmäki                                                   | 30 km          |           |           |             |             |          |          | 1:13:37,6 | 18.      |
| Riitta-Liisa Roponen                                                 | 30 km          |           |           |             |             |          |          | 1:14:51,6 | 26.      |
| Anne Kyllönen                                                        | 10 km          |           |           |             |             |          |          | 29:52,8   | 14.      |
| Anne Kyllönen                                                        | 15 km          |           |           |             |             |          |          | 41:18,9   | 33.      |
| Anne Kyllönen                                                        | Sprint         | 2:35,57   | 11.       | 2:37,07     | 4.          | kiesett  | kiesett  | kiesett   | 16.      |
| Mari Laukkanen                                                       | Sprint         | 2:39,06   | 24.       | 2:37,48     | 3.          | kiesett  | kiesett  | kiesett   | 15.      |
| Mona-Liisa Malvalehto                                                | Sprint         | 2:40,08   | 28.       | 2:41,20     | 6.          | kiesett  | kiesett  | kiesett   | 29.      |
| Riikka Sarasoja-Lilja                                                | Sprint         | 2:41,55   | 37.       | kiesett     | kiesett     | kiesett  | kiesett  | kiesett   | 37.      |
| Aino-Kaisa Saarinen Kerttu Niskanen                                  | Csapatsprint   |           |           |             |             | 16:42,15 | 1.       | 16:13,14  |          |
| Anne Kyllönen Aino-Kaisa Saarinen Kerttu Niskanen Krista Lähteenmäki | 4 × 5 km váltó |           |           |             |             |          |          | 53:03,2   |          |

## Síugrás
Férfi
| Versenyző                                               | Versenyszám | Selejtező | Selejtező | Selejtező | 1. ugrás | 1. ugrás | 1. ugrás | 2. ugrás | 2. ugrás | 2. ugrás | Összesítés | Összesítés |
| Versenyző                                               | Versenyszám | Táv       | Pont      | Hely.     | Táv      | Pont     | Hely.    | Táv      | Pont     | Hely.    | Pont       | Helyezés   |
| ------------------------------------------------------- | ----------- | --------- | --------- | --------- | -------- | -------- | -------- | -------- | -------- | -------- | ---------- | ---------- |
| Janne Ahonen                                            | Normálsánc  | 89,0      | 107,8     | 27.       | 97,0     | 118,9    | 29.      | 92,5     | 110,3    | 28.      | 229,2      | 29.        |
| Janne Ahonen                                            | Nagysánc    | 126,5     | 110,0     | 11.       | 126,0    | 119,8    | 20.      | 123,0    | 121,5    | 19.      | 241,3      | 22.        |
| Anssi Koivuranta                                        | Normálsánc  | 89,5      | 104,5     | 37.       | 99,5     | 126,1    | 13.      | 101,5    | 126,7    | 6.       | 252,8      | 12.        |
| Anssi Koivuranta                                        | Nagysánc    | 128,5     | 118,9     | 5.        | 131,5    | 130,9    | 5.       | 121,5    | 119,7    | 21.      | 250,6      | 11.        |
| Jarkko Määttä                                           | Normálsánc  | 91,5      | 104,6     | 36.       | 96,5     | 116,9    | 32.      | kiesett  | kiesett  | kiesett  | kiesett    | kiesett    |
| Jarkko Määttä                                           | Nagysánc    | 118,0     | 93,0      | 33.       | 124,0    | 101,3    | 43.      | kiesett  | kiesett  | kiesett  | kiesett    | kiesett    |
| Olli Muotka                                             | Normálsánc  | 91,0      | 107,0     | 30.       | 92,5     | 113,0    | 38.      | kiesett  | kiesett  | kiesett  | kiesett    | kiesett    |
| Olli Muotka                                             | Nagysánc    | 128,5     | 109,9     | 12.       | 124,5    | 108,9    | 33.      | kiesett  | kiesett  | kiesett  | kiesett    | kiesett    |
| Anssi Koivuranta Jarkko Määttä Olli Muotka Janne Ahonen | Csapat      |           |           |           | 505,5    | 461,5    | 8.       | 512,0    | 481,3    | 8.       | 942,8      | 8.         |

Női
| Versenyző      | Versenyszám | 1. ugrás | 1. ugrás | 1. ugrás | 2. ugrás | 2. ugrás | 2. ugrás | Összesítés | Összesítés |
| Versenyző      | Versenyszám | Táv      | Pont     | Hely.    | Táv      | Pont     | Hely.    | Pont       | Helyezés   |
| -------------- | ----------- | -------- | -------- | -------- | -------- | -------- | -------- | ---------- | ---------- |
| Julia Kykkänen | Normálsánc  | 95,5     | 115,1    | 14.      | 93,5     | 106,4    | 20.      | 221,5      | 17.        |

## Snowboard
Akrobatika
| Versenyző          | Versenyszám      | Selejtező  | Selejtező  | Selejtező  | Elődöntő   | Elődöntő   | Elődöntő   | Döntő    | Döntő    | Helyezés |
| Versenyző          | Versenyszám      | 1. futam   | 2. futam   | Hely.      | 1. futam   | 2. futam   | Hely.      | 1. futam | 2. futam | Helyezés |
| ------------------ | ---------------- | ---------- | ---------- | ---------- | ---------- | ---------- | ---------- | -------- | -------- | -------- |
| Janne Korpi        | Férfi halfpipe   | 28,00      | 41,00      | 17.        | kiesett    | kiesett    | kiesett    | kiesett  | kiesett  | kiesett  |
| Ilkka-Eemeli Laari | Férfi halfpipe   | 49,00      | 52,00      | 18.        | kiesett    | kiesett    | kiesett    | kiesett  | kiesett  | kiesett  |
| Markus Malin       | Férfi halfpipe   | 33,50      | 62,50      | 13.        | kiesett    | kiesett    | kiesett    | kiesett  | kiesett  | kiesett  |
| Peetu Piiroinen    | Férfi halfpipe   | nem indult | nem indult | nem indult | kiesett    | kiesett    | kiesett    | kiesett  | kiesett  | kiesett  |
| Janne Korpi        | Férfi slopestyle | 49,75      | 35,50      | 12.        | 41,00      | 68,50      | 10.        | kiesett  | kiesett  | 18.      |
| Ville Paumola      | Férfi slopestyle | 54,75      | 21,25      | 11.        | 25,25      | 22,75      | 19.        | kiesett  | kiesett  | 27.      |
| Peetu Piiroinen    | Férfi slopestyle | 90,75      | 80,00      | 2. D       |            |            |            | 78,50    | 81,25    | 7.       |
| Roope Tonteri      | Férfi slopestyle | 33,75      | 95,75      | 2. D       |            |            |            | 31,50    | 39,00    | 11.      |
| Ella Suitiala      | Női halfpipe     | 31,75      | 51,50      | 10.        | kiesett    | kiesett    | kiesett    | kiesett  | kiesett  | kiesett  |
| Merika Enne        | Női slopestyle   | 17,00      | nem indult | 12.        | nem indult | nem indult | nem indult | kiesett  | kiesett  | kiesett  |
| Enni Rukajärvi     | Női slopestyle   | 79,00      | 23,75      | 4. D       |            |            |            | 73,75    | 92,50    |          |

Snowboard cross
| Versenyző      | Versenyszám | Selejtező | Selejtező | Nyolcaddöntő | Negyeddöntő | Elődöntő | Döntő    | Helyezés |     |
| Versenyző      | Versenyszám | Idő       | Hely.     | Helyezés     | Helyezés    | Helyezés | Helyezés | Helyezés |     |
| -------------- | ----------- | --------- | --------- | ------------ | ----------- | -------- | -------- | -------- | --- |
| Jussi Taka     | Férfi       | törölve   | törölve   | 5.           | kiesett     | kiesett  | kiesett  | 33.      |     |
| Anton Lindfors | Férfi       | Férfi     | törölve   | törölve      | 2.          | 4.       | kiesett  | kiesett  | 13. |